# Abu el Banat
 Abu el Banat  es el noveno capítulo de la quinta temporada de la serie dramática El ala oeste.

## Argumento
Queda poco para las fiestas navideñas y todo el clan Bartlet se reúne al completo para la tradicional ceremonia de encendido del árbol de Navidad en los jardines de la Casa Blanca. Pero poco a pocos los planes se van torciendo. Ellie llega tarde por un experimento científico que está realizando. Zoey, quien poco a poco se va recuperando, es la única que parece tener tiempo para comer con sus padres. Su hermana mayor, Elizabeth termina enfadándose con su padre y su madre Abbey termina reconociendo a su marido que hace muchos años que no tienen una cena familiar en condiciones. 
Mientras, en Sudán, unos misioneros cristianos son detenidos por proselitismo. Tras varias gestiones diplomáticas, se ordena a la Secretaría de Estado que negocie una liberación con las autoridades. Poco después se descubre que los cargos son válidos, al portar innumerables biblias, algo que irrita al jefe de gobierno, un cristiano devoto.
Por otro lado, la DEA suspende la licencia de un médico por asistir a un paciente terminal en Oregón para suicidarse. McGarry se lo comenta a Toby quien decide que no es buena idea que el Presidente se meta en un debate sobre la Eutanasia. Finalmente ordena a Will que hable con el vicepresidente, Robert Russell para pedirle que de explicaciones por la Casa Blanca. Pero su antiguo ayudante ni siquiera va a visitarlo, por lo que decide trasladar su despacho a la otra punta del complejo.
Josh le ha comprado un regalo a Donna. Está emocionada intenta sin éxito conocerlo. Además, intenta convencer al yerno del presidente, Doug Westin, quien ha decidido presentarse al congreso, para que desista de hacerlo, al no tener el apoyo de su suegro. Considera que es mejor que comience en la cámara de representantes de New Hampshire. Eso es lo que provoca el enfado de la hija mayor del Presidente, quien la considera más capacitada para el cargo que su marido. Finalmente, ante una cena que finalmente no se produce, Jed Burtlet acompaña a su nieto a encender el árbol de Navidad de la Casa Blanca.

## Curiosidades
- El título del episodio hace referencia a un apodo árabe que significa padre de hijas. Es parte de la historia que cuenta el Presidente a su secretaria, Deborah Fiderer, sobre una visita que hizo a Oriente Medio donde, con cierta complacencia, era invitado por todos los padres de la tribu.[1]

## Premios
- Nominada a la mejor serie dramática en los Premios Emmy.[1]

## Enlaces
- Enlace al Imdb (enlace roto disponible en Internet Archive; véase el historial, la primera versión y la última).
- Guía del Episodio (en inglés)